# Lúcia Benedetti
Pour les articles homonymes, voir Benedetti.
Lúcia Benedetti, née Lúcia Matias Benedetti Magalhães le 30 mars 1914 à Mococa (Brésil) et morte en 1998 à Rio de Janeiro, était une conteuse, écrivain pour enfants, romancière, dramaturge, chroniqueuse et traductrice brésilienne.

## Biographie
Lucia Benedetti est né à Mococa et était la fille de Dominique Benedetti (tailleur et musicien) et de D. Léocadie M. Benedetti
Installée à Rio de Janeiro encore étudiante, elle commença à écrire des nouvelles, des essais, des récits de fiction pour le magazine O Ensaio.
Elle est diplômée en pédagogie, de l'ecóle Bittencourt Silva, Niterói.
Lucia, en 1932, a reçu un diplôme en science juridique, mais il n'a jamais exercé la profession d'avocat.
Comme enseignante, elle a écrit pour le journal A Noite. À ce journal carioca, elle a rencontré son mari, journaliste, dramaturge et écrivain, Raimundo Magalhães Junior, qu'il a épousée en 1933.
En 1942, le couple s'installe aux États-Unis, où Magalhaes Junior va travailler avec Nelson Rockefeller et le New York Times. Lucie devient correspondante au New York Time jusqu'en 1945.
À cette époque, elle écrit son premier roman, Chico Vira Bicho et autres histoires, en collaboration avec son mari. Toutefois, son œuvre littéraire qui a marqué ses débuts en tant qu'écrivain, a été Entrada de serviço, publié en 1942.
Lúcia Benedetti est considérée comme le précurseur du théâtre pour enfants au Brésil, avec la première de O Casaco Encantado (1948), mis en scène par la Companhia Artistas Unidos.
Les œuvres dramatiques de Lúcia ont été mises en scène dans des pays comme le Portugal et l'Argentine.
Lucia Benedetti est la mère de Rosa Magalhães.

## Prix
- Prix Afonso Arinos de l'Académie brésilienne des lettres pour Vesperal com Chuva, 1950
- Prêmio de Teatro infantil de la Préfecture du Distrito Federal, 1954
- Prix Arthur Azevedo de l'Académie brésilienne des lettres pour O Casaco Encantado, 1948
- Prix A.B.C.T., Revelação de Autor pour O Casaco Encantado, 1949
- Prêmio Teatro Infantil, Lei Jorge de Lima pour Joãozinho Anda Pra Trás, 1952

## Œuvres
Théâtre pour l'enfance et la jeunesse
- O Casaco Encantado (1948)
- Simbita e o Dragão (1948)
- A Menina das Nuvens (1949)
- Branca de Neve(1950)
- Josefina e o Ladrão (1951)
- Joãozinho Anda Pra Trás (1952)
- Sinos de Natal (1957)
- Sigamos a Estrela
- Palhacinho Pimpão

Romans principaux
- Chico Vira Bicho (1943)
- Entrada de Serviço (1942)
- Noturno sem Leito (1947)
- Três Soldados (1955)
- Chão Estrangeiro (1956)
- Maria Isabel, Uma Vida no Rio  (1960)
- O Espelho Que Vê por Dentro (1965)

Théâtre
- O Banquete e a Farsa
- Amores de Celeste
- Figura de Pedro(1960)

Histoires courtes
- O Inferno de Rosauro, tal como se deu(1960)
- Vesperal com Chuva(1950)
- Nove Histórias Reunidas(1956)